# Општина Таргшору Веки (Прахова)
Таргшору Веки (рум. Târgşoru Vechi) општина је у Румунији у округу Прахова.
Oпштина се налази на надморској висини од 163 m.